# Pamhagen
Pamhagen (węg. Pomogy) – gmina w Austrii, w kraju związkowym Burgenland, w powiecie Neusiedl am See. 1 stycznia 2014 liczyła 1,64 tys. mieszkańców.